# Zvizdan
Zvizdan (no Brasil: Sol a Pino) é um filme croata de 2015, do género drama, dirigido por Dalibor Matanic.
O filme foi exibido na mostra Un certain regard do Festival de Cannes de 2015, onde ganhou o Prêmio do Júri. É o primeiro filme croata a ser exibido em Cannes desde a independência do país em 1991.Também foi escolhido para representar a Croácia na competição de Oscar de melhor filme estrangeiro da edição de 2016.

## Elenco
| Ator/Atriz      | Papel                     |
| --------------- | ------------------------- |
| Tihana Lazovic  | Jelena / Natasa / Marija  |
| Goran Markovic  | Ivan / Ante / Luka        |
| Nives Ivankovic | Jelenina / Natasina majka |
| Dado Cosic      | Sasa                      |
| Stipe Radoja    | Bozo / Ivno               |
| Mira Banjac     | Ivanova baba              |
| Lukrecija Tudor | Dinka                     |